# Örtagården (plaats)
Örtagården is een plaats in de gemeente Västerås in het landschap Västmanland en de provincie Västmanlands län in Zweden. De plaats heeft 309 inwoners (2005) en een oppervlakte van 22 hectare.